# Psammocora digitata
Espèce
Statut CITES
Psammocora digitata est une espèce de coraux appartenant à la famille des Psammocoridae.